# Лопес Кабальеро, Хорхе
Хорхе Энрике Лопес Кабальеро (исп. Jorge Enrique López Caballero; 15 августа 1981, Кали) — колумбийский футболист, полузащитник.

## Карьера

### Клубная
Лопес дебютировал в 1999 году в команде «Депортиво Кали». В этом клубе он играл 5 сезонов, стал чемпионом Колумбии 1998 года и финалистом Кубка Либертадорес 1999 года. В 2003 году он отправился в «Мильонариос», но через полтора года вернулся в «Депортиво Кали». В 2005 году он перешёл в «Депортиво Перейра», но снова вернулся «Депортиво Кали» в 2006 году. В 2007 году он отправился в команду «Бояка Чико», где играл один сезон.
В начале 2008 года Лопес подписал контракт с «Маккаби» в Израиле. Он играл там в течение полугода. В 2009 году он стал игроком венесуэльского «Яракуянос».

### В сборной
За сборную Колумбии Лопес дебютировал в 2003 году. В том же году был вызван в команду на Кубок конфедераций. Он играл в матчах против Франции (0:1), Новой Зеландии (3:1), Японии (1-0), Камерун (0:1) и Турции (1:2). В поединке с Новой Зеландией он забил свой единственный гол за сборную.
Всего за сборную Лопес сыграл 8 матчей и забил 1 гол.